# Harry Warburton
Harry Warburton (* 10. April 1921; † 13. Mai 2005 in Zürich) war ein Schweizer Bobfahrer.

## Erfolge
Er errang zusammen mit Max Angst 1956 im Zweierbob eine Bronzemedaille bei den Olympischen Winterspielen in Cortina d’Ampezzo.
Warburton gewann ebenfalls drei Medaillen bei den Bob-Weltmeisterschaften: zwei Goldene, 1955 im Zweier und 1954 im Vierer, sowie eine Silberne im Vierer 1955. Er startete 1954 zusammen mit Heinrich Angst, Gottfried Diener und Fritz Feierabend. Feierabend und Warburton gewannen in einer anderen Zusammenstellung bei den Meisterschaften 1955 mit Aby Gartmann und Rolf Gerber Silber hinter ihren Landsleuten. Im Zweier-Wettkampf konnten sie sich dagegen gegen Heinrich Angst und Franz Kapus durchsetzen. 1956 fuhr Warburton zusammen mit Heinrichs Bruder Max. Bald nach den Olympischen Spielen zog er sich aus dem aktiven Sport zurück.